# Államok vezetőinek listája 1947-ben
Ezen az oldalon az 1947-ben fennálló államok vezetőinek névsora olvasható földrészek, majd országok szerinti bontásban.

## Európa
- Albánia (népköztársaság)
  - A kommunista párt főtitkára – Enver Hoxha (1944–1985)
  - Államfő – Omer Nishani (1944–1953), lista
  - Kormányfő – Enver Hoxha (1944–1954), lista
- Andorra (parlamentáris társhercegség)
  - Társhercegek
    - Francia társherceg –

    1. Léon Blum (1946-1947)
    2. Vincent Auriol (1947–1954), lista

    - Episzkopális társherceg – Ramon Iglesias i Navarri (1943–1969), lista
- Ausztria (szövetséges megszállás alatt)
  - Államfő – Karl Renner (1945–1950), lista
  - Kancellár – Leopold Figl (1945–1953), szövetségi kancellár lista
  - Amerikai főbiztos – 
    1. Mark W. Clark (1945–1947)
    2. Geoffrey Keyes (1947–1950)

  - Brit főbiztos – 
    1. Sir James Steele (1946–1947)
    2. Sir Alexander Galloway (1947–1950)

  - Francia főbiztos – Antoine Béthouart (1945–1950)
  - Szovjet főbiztos – Vlagyimir Kuraszov (1946–1949)
- Belgium (parlamentáris monarchia)
  - Uralkodó – III. Lipót király (1934–1951)[1]
  - Régens – Károly herceg, Flandria grófja, Belgium régense (1944–1950)
  - Kormányfő – 
    1. Camille Huysmans (1946–1947)
    2. Paul-Henri Spaak (1947–1949), lista
- Bulgária (népköztársaság)
  - Államfő – 
    1. Vaszil Kolarov (1946–1947)
    2. Mincso Nejcsev (1947–1950), lista

  - Kormányfő – Georgi Dimitrov (1946–1949), lista
- Csehszlovákia (népköztársaság)
  - Államfő – Edvard Beneš (1945–1948), lista
  - Kormányfő – Klement Gottwald (1946–1948), lista
- Dánia (parlamentáris monarchia)
  - Uralkodó – 
    1. X. Keresztély (1912–1947)
    2. IX. Frigyes király (1947–1972)

  - Kormányfő – 
    1. Knud Kristensen (1945–1947)
    2. Hans Hedtoft (1947–1950), lista
- Egyesült Királyság (parlamentáris monarchia)
  - Uralkodó – VI. György Nagy-Britannia királya (1936–1952)
  - Kormányfő – Clement Attlee (1945–1951), lista
- Finnország (köztársaság)
  - Államfő – Juho Kusti Paasikivi (1946–1956), lista
  - Kormányfő – Mauno Pekkala (1946–1948), lista
  -  Åland – 
    - Kormányfő – Viktor Strandfält (1938–1955)
- Franciaország (köztársaság)
  - Államfő – 
    1. Léon Blum, ideiglenes államelnök (1946–1947)
    2. Vincent Auriol (1947–1954), lista

  - Kormányfő – 
    1. Léon Blum (1946–1947)
    2. Paul Ramadier (1947)
    3. Robert Schuman (1947–1948), lista
- Görögország (monarchia)
  - Uralkodó – 
    1. II. György (1935–1947)
    2. Pál király (1947–1964)

  - Kormányfő – 
    1. Konsztantinosz Caldarisz (1946–1947)
    2. Dimitriosz Makszimosz (1947)
    3. Konsztantinosz Caldarisz (1947)
    4. Themisztoklisz Szophulisz (1947–1949), lista
- Ideiglenes Demokrata Kormány (Szabad Görögország) (el nem ismert, lázadó, rivális kormányzat)
- A rivális kormány 1947. december 24-én alakult meg.
  - A kommunista párt vezetője – Nikosz Zachariadisz, a Görög Kommunista Párt főtitkára (1947–1949)
  - Kormányfő – Markosz Vafiadisz (1947–1949)
- Hollandia (parlamentáris monarchia)
  - Uralkodó – Vilma királynő (1890–1948)
  - Régens - Julianna koronahercegnő (1947)
  - Miniszterelnök – Louis Beel (1946–1948), lista
- Izland (köztársaság)
  - Államfő – Sveinn Björnsson (1944–1952),[2] lista
  - Kormányfő – 
    1. Ólafur Thors (1944–1947)
    2. Stefán Jóhann Stefánsson (1947–1949), lista
- Írország (köztársaság)
  - Uralkodó – VI. György ír király (1936–1949)
  - Államfő – Seán T. O'Kelly (1945–1959), lista
  - Kormányfő – Éamon de Valera (1932–1948), lista
- Jugoszlávia (népköztársaság)
  - A kommunista párt vezetője – Josip Broz Tito (1936–1980), a Jugoszláv Kommunista Liga Elnökségének elnöke
  - Államfő – Ivan Ribar (1943–1953), Jugoszlávia Elnöksége elnöke, lista
  - Kormányfő – Josip Broz Tito (1943–1963), lista
- Lengyelország (népköztársaság)
  - A kommunista párt vezetője – Władysław Gomułka (1943–1948), a Lengyel Egyesült Munkáspárt KB első titkára
  - Államfő – Bolesław Bierut (1944–1952), lista
  - Kormányfő – 
    1. Edward Osóbka-Morawski (1944–1947)
    2. Józef Cyrankiewicz (1947–1952), lista
- Liechtenstein
  - Uralkodó – II. Ferenc József herceg (1938–1989)
  - Kormányfő – Alexander Frick (1945–1962), lista
- Luxemburg (parlamentáris monarchia)
  - Uralkodó – Sarolta nagyherceg (1919–1964)[3]
  - Kormányfő – Pierre Dupong (1937–1953),[4] lista
- Magyarország (népköztársaság)
  - A kommunista párt vezetője – Rákosi Mátyás, (1945–1956), a Magyar Szocialista Munkáspárt első titkára
  - Államfő – Tildy Zoltán (1946–1948), az Elnöki Tanács elnöke, lista
  - Kormányfő – 
    1. Nagy Ferenc (1946-1947)
    2. Dinnyés Lajos (1947–1948), lista
- Monaco
  - Uralkodó – II. Lajos herceg (1922–1949)
  - Államminiszter – Pierre de Witasse (1944–1948), lista
- Németország (szövetséges megszállás alatt)
  - Amerikai övezet
    - Katonai kormányzó –

    1. Joseph T. McNarney (1945–1947)
    2. Lucius D. Clay (1947–1949)

  - Brit övezet
    - Katonai kormányzó –

    1. Sir Sholto Douglas (1946–1947)
    2. Sir Brian Robertson (1947–1949)

  - Francia övezet
    - Katonai kormányzó – Marie-Pierre Kœnig (1945–1949)

  - Szovjet övezet
    - Katonai kormányzó – Vaszilij Szokolovszkij (1946–1949)
- Norvégia (parlamentáris monarchia)
  - Uralkodó – VII. Haakon király (1905–1957)
  - Kormányfő – Einar Gerhardsen (1945–1951), lista
- Olaszország (köztársaság)
  - Államfő – Enrico De Nicola (1946–1948), ideiglenes államfő, lista
  - Kormányfő – Alcide De Gasperi (1945–1953), lista
- Portugália (köztársaság)
  - Államfő – Óscar Carmona (1926–1951), lista
  - Kormányfő – António de Oliveira Salazar (1933–1968), lista
- Román Királyság  Románia (1947. december 30-ig monarchia, utána népköztársaság)
- A Román Királyságból 1947. december 30-án lett Román Köztársaság.
  - Uralkodó – I. Mihály (1940–1947), lista
  - A kommunista párt vezetője – Gheorghe Gheorghiu-Dej (1945–1954), a Román Kommunista Párt főtitkára
  - Államfő – Constantin Ion Parhon (1947–1952), lista
  - Kormányfő – Petru Groza (1945–1952), lista
- San Marino (köztársaság)
  - San Marino régenskapitányai:
    1. Filippo Martelli és Luigi Montironi (1946 október–1947 március)
    2. Marino Della Balda és Luigi Zafferani (1947 április-szeptember)
    3. Domenico Forcellini és Mariano Ceccoli (1947 október-1947 március), régenskapitányok
- Spanyolország (totalitárius állam)
  - Államfő – Francisco Franco (1936–1975)
  - Kormányfő – Francisco Franco (1938–1973), lista
- Svájc (konföderáció)
  - Szövetségi Tanács:[5]
Philipp Etter (1934–1959), elnök, Walther Stampfli (1940–1947), Enrico Celio (1940–1950), Eduard von Steiger (1940–1951), Karl Kobelt (1940–1954), Ernst Nobs (1943–1951), Max Petitpierre (1944–1961), Rodolphe Rubattel (1947–1954)
- Svédország (parlamentáris monarchia)
  - Uralkodó – V. Gusztáv király (1907–1950)
  - Kormányfő – Tage Erlander (1946–1969), lista
- Szovjetunió (szövetségi népköztársaság)
  - A kommunista párt vezetője – Joszif Sztálin (1922–1953), a Szovjetunió Kommunista Pártjának főtitkára
  - Államfő – Nyikolaj Svernyik (1946–1953), lista
  - Kormányfő – Joszif Sztálin (1941–1953), lista
- Trieszt Szabad Terület (megszállt terület)
- 1947. december 10-én alakult meg.
  - Katonai kormányzó –
    - A zóna – 
      1. Alfred Connor Bowman (1945–1947)
      2. James Jewett Carnes (1947)
      3. Terence Airey (1947–1951)

    - B zóna – 
      1. Dušan Kveder (1945–1947)
      2. Mirko Lenac (1947–1951)
- Vatikán (abszolút monarchia)
  - Uralkodó – XII. Piusz pápa (1939–1958)
  - Államtitkár – Nicola Canali bíboros (1939–1961), lista

## Afrika
- Dél-afrikai Unió (monarchia)
  - Uralkodó – VI. György Dél-Afrika királya (1936–1952)
  - Főkormányzó – Gideon Brand van Zyl (1946–1951), Dél-Afrika kormányát igazgató tisztviselő
  - Kormányfő – Jan Smuts (1939–1948), lista
- Egyiptom (monarchia)
  - Uralkodó – I. Farúk király (1936–1952)
  - Kormányfő – Mahmoud an-Nukrasi Pasa (1946–1948), lista
- Etiópia (monarchia)
  - Uralkodó – Hailé Szelasszié császár (1930–1974)[6]
  - Miniszterelnök – Makonnen Endelkacsu (1942–1957), lista
- Libéria (köztársaság)
  - Államfő – William Tubman (1944–1971), lista

## Dél-Amerika
- Argentína (köztársaság)
  - Államfő – Juan Domingo Perón (1946–1955), lista
- Bolívia (köztársaság)
  - Államfő – 
    1. Tomás Monje, az ideiglenes junta elnöke (1946–1947)
    2. Enrique Hertzog (1947–1949), lista
- Brazília (köztársaság)
  - Államfő – Eurico Gaspar Dutra (1946–1951), lista
- Chile (köztársaság)
  - Államfő – Gabriel González Videla (1946–1952), lista
- Ecuador (köztársaság)
  - Államfő – 
    1. José María Velasco Ibarra (1944–1947)
    2. Carlos Julio Arosemena Tola (1947–1948), lista
- Kolumbia (köztársaság)
  - Államfő – Mariano Ospina Pérez (1946–1950), lista
- Paraguay (köztársaság)
  - Államfő – Higinio Moríñigo (1940–1948), lista
- Peru (köztársaság)
  - Államfő – José Bustamante y Rivero (1945–1948), lista
  - Kormányfő –
    1. Julio Ernesto Portugal Escobedo (1946–1947)
    2. José R. Alzamora (1947), lista
- Uruguay (köztársaság)
  - Államfő – 
    1. Juan José de Amézaga (1943–1947)
    2. Tomás Berreta (1947)
    3. Luis Batlle Berres (1947–1951), lista
- Venezuela (köztársaság)
  - Államfő – Romulo Betancourt (1945–1948), lista

## Észak- és Közép-Amerika
- Amerikai Egyesült Államok (köztársaság)
  - Államfő – Harry S. Truman (1945–1953), lista
- Costa Rica (köztársaság)
  - Államfő – Teodoro Picado Michalski (1944–1948), lista
- Dominikai Köztársaság (köztársaság)
  - De facto országvezető – Rafael Trujillo Molina (1930–1961)
  - Államfő – Rafael Trujillo Molina (1942–1952), lista
- Salvador (köztársaság)
  - Államfő – Salvador Castaneda Castro (1945–1948), lista
- Guatemala (köztársaság)
  - Államfő – Juan José Arévalo (1945–1951), lista
- Haiti (köztársaság)
  - Államfő – Dumarsais Estimé (1946–1950), lista
- Honduras (köztársaság)
  - Államfő – Tiburcio Carías Andino (1933–1949), lista
- Kanada (parlamentáris monarchia)
  - Uralkodó – VI. György Kanada királya (1936–1952)
  - Főkormányzó – Harold Alexander (1946–1952), lista
  - Kormányfő – William Lyon Mackenzie King (1935–1948), lista
- Kuba (népköztársaság)
  - Államfő – Ramón Grau (1944–1948), lista
  - Kormányfő –
    1. Carlos Prío Socarrás (1945–1947)
    2. Raúl López del Castillo (1947–1948), lista
- Mexikó (köztársaság)
  - Államfő – Miguel Alemán Valdés (1946–1952), lista
- Nicaragua (köztársaság)
  - Államfő – 
    1. Anastasio Somoza (1937–1947)
    2. Leonardo Argüello Barreto (1947)
    3. Benjamín Lacayo Sacasa (1947)
    4. Víctor Manuel Román y Reyes (1947–1950), lista
- Panama (köztársaság)
  - Államfő – Enrique Adolfo Jiménez (1945–1948), lista

## Ázsia
- Afganisztán (köztársaság)
  - Uralkodó – Mohamed Zahir király (1933–1973)
  - Kormányfő – Sah Mahmúd Khan (1946–1953), lista
- Bhután (abszolút monarchia)
  - Uralkodó – Dzsigme Vangcsuk király (1926–1952)
  - Kormányfő – Szonam Topgaj Dordzsi (1917–1952), lista
- Fülöp-szigetek (köztársaság)
  - Államfő – Manuel Roxas (1946–1948), lista
- India (India 1947. augusztus 15-én jött létre Brit India szétválasztásával. Monarchia)
  - Uralkodó – VI. György India királya (1947–1950)
  - Főkormányzó – 
    1. Archibald Wavell (1943–1947)
    2. Louis Mountbatten (1947–1948)

  - Kormányfő – Dzsaváharlál Nehru (1947–1964), lista
- Indonézia (el nem ismert szecesszionista állam)
  - Államfő – Sukarno (1945–1967), lista
  - Kormányfő – 
    1. Sutan Sjahrir (1945–1947)
    2. Amir Sjarifuddin (1947–1948), lista
- Irak (monarchia)
  - Uralkodó – II. Fejszál iraki király (1939–1958)
  - Kormányfő – 
    1. Nuri asz-Szaid (1946–1947)
    2. Szalih Dzsabr (1947–1948), lista
- Irán (monarchia)
  - Uralkodó – Mohammad Reza Pahlavi sah (1941–1979)
  - Kormányfő – 
    1. Ahmad Kavam (1946–1947)
    2. Mohammad-Reza Hekmat (1947)
    3. Ebrahim Hakimi (1947–1948), lista
- Japán (Szövetségesi megszállás alatt. Neve 1947. május 3-án Japán Császárságról Japánra változik)
  - Uralkodó – Hirohito császár (1926–1989)
  - Kormányfő – 
    1. Sigeru Josida (1946–1947)
    2. Tecu Katajama (1947–1948), lista

  - Katonai kormányzó – Douglas MacArthur (1945–1951), a Szövetségesek főparancsnoka
- Jemen (monarchia)
  - Uralkodó – Jahia Mohamed Hamidaddin király (1904–1948)
- Kína (köztársaság)
  - Államfő – Csang Kaj-sek (1943–1949), Kína Nemzeti Kormányának elnöke, lista
  - Kormányfő – 
    1. Szung Ce-ven (1945–1947)
    2. Csang Kaj-sek (1947)
    3. Csang Csun (1947–1948), lista

  -  Tibet (el nem ismert, de facto független állam)
    - Uralkodó – Tendzin Gyaco, Dalai láma (1939–)[7]
- Libanon (köztársaság)
  - Államfő – Bechara El Khoury (1943–1952), lista
  - Kormányfő – Riad asz-Szolh (1946–1951), lista
- Maszkat és Omán (abszolút monarchia)
  - Uralkodó – III. Szaid szultán (1932–1970)
- Mongólia (népköztársaság)
  - A kommunista párt vezetője – Jumdzságin Cedenbál (1940–1954), a Mongol Forradalmi Néppárt Központi Bizottságának főtitkára
  - Államfő – Goncsigín Bumcend (1940–1953), Mongólia Nagy Népi Hurálja Elnöksége elnöke, lista
  - Kormányfő – Horlógín Csojbalszan (1939–1952), lista
- Nepál (alkotmányos monarchia)
  - Uralkodó – Tribhuvana király (1911–1950)
  - Kormányfő – Padma Samser Dzsang Bahadur Rana (1945–1948), lista
- Pakisztán (Pakisztán 1947. augusztus 15-én jött létre Brit India szétválasztásával. Monarchia)
  - Uralkodó – VI. György Pakisztán királya (1947–1952)
  - Főkormányzó – Muhammad Ali Dzsinnah (1947–1948)
  - Kormányfő – Liakat Ali Khan (1947–1951), lista
- Szaúd-Arábia (abszolút monarchia)
  - Uralkodó – Abdul-Aziz király (1902–1953)[8]
- Sziám (parlamentáris monarchia)
  - Uralkodó – Bhumibol Aduljadezs király (1946–2016)
  - Régens – Rangszit Prajuraszakdi (1946–1951), Thaiföld régense
  - Kormányfő – 
    1. Thavan Thamrongnavaszavat (1946–1947)
    2. Khuang Aphaivong (1947–1948), lista
- Szíria (köztársaság)
  - Államfő – Sukri al-Kuvatli (1943–1949), lista
  - Kormányfő – Dzsamíl Mardam Bej (1946–1948), lista
- Törökország (köztársaság)
  - Államfő – İsmet İnönü (1938–1950), lista
  - Kormányfő – 
    1. Recep Peker (1946–1947)
    2. Hasan Saka (1947–1949), lista
- Transzjordánia (alkotmányos monarchia)
  - Uralkodó – I. Abdullah király (1921–1951)[9]
  - Kormányfő – 
    1. Ibrahim Hasem (1945–1947)
    2. Szamir al-Rifai (1947)
    3. Taufik Abu al-Huda (1947–1950), lista
- Dél-Vietnám (Kokinkína 1947. október 8-án felvette a Dél-Vietnam nevet)
  - Államfő – 
    1. Lê Văn Hoạch (1946–1947)
    2. Nguyễn Văn Xuân (1947–1949), Dél-Vietnam Ideiglenes Kormánya elnöke, lista
- Észak-Vietnam
  - A kommunista párt főtitkára – Trường Chinh (1941–1956), főtitkár
  - Államfő – Ho Si Minh (1945–1969), lista
  - Kormányfő – Ho Si Minh (1945–1955), lista

## Óceánia
- Ausztrália (parlamentáris monarchia)
  - Uralkodó – VI. György Ausztrália királya (1936–1952)
  - Főkormányzó – 
    1. Henrik gloucesteri herceg (1945–1947)
    2. Sir Winston Dugan (1947)
    3. Sir William McKell (1947–1953), lista

  - Kormányfő – Ben Chifley (1945–1949), lista
- Új-Zéland (Az Új-Zélandi Domínium név 1947 novemberében Új-Zélandra változott. Parlamentáris monarchia)
  - Uralkodó – VI. György Új-Zéland királya (1936–1952)
  - Főkormányzó – Bernard Freyberg (1946–1952), lista
  - Kormányfő – Peter Fraser (1940–1949), lista